# Grande mistero
Grande mistero è il terzo album in studio della cantante italiana Irene Fornaciari, pubblicato il 15 febbraio 2012 dalla Universal Music Group.
L'album è stato anticipato dal singolo omonimo, il quale ha partecipato al Festival di Sanremo 2012.

## Descrizione
Il disco si apre con il brano omonimo e si chiude con la bonus track X dirtelo. Tra gli autori dell'album si ricordano il padre Zucchero Fornaciari, Davide Van De Sfroos, Enrico Ruggeri, Ron, John Legend, Mousse T., Niccolò Agliardi, Damien Rice, Max Pezzali, Emiliano Cecere e Andrea Bonomo. I brani spaziano da ballate leggere com X esistere e Però non è, al rock de Il volo di un angelo, a brani soul e blues come Badaboom e Gatta no.
Ciononostante il disco non ha avuto il successo sperato, facendo il suo debutto alla novantesima posizione nella Classifica FIMI Album e uscendo dalla stessa già dalla seconda settimana.

## Tracce
1. Grande mistero – 3:59 (Davide Van De Sfroos)
2. Il volo di un angelo – 3:16 (Enrico Ruggeri, Max Marcolini, Irene Fornaciari, Zucchero Fornaciari)
3. X esistere – 3:52 (Davide Van de Sfroos, Zucchero, Craig Walker)
4. Però non è – 3:58 (Niccolò Agliardi, Zucchero Fornaciari, Damien Rice)
5. Come ti è venuto in mente – 3:55 (Max Pezzali, Claudio Guidetti, Irene Fornaciari)
6. Nemmeno tu – 3:10 (Alex Callier, Luca Chiaravalli, Andrea Bonomo, Lara Pagin)
7. Badaboom – 3:16 (Alex Callier, Pasquale Panella, Neil Thomas, Emilie Sattonnett)
8. Gatta no – 3:09 (Jan van der Toorn, Mousse T., Stavros Ioannou, Pasquale Panella, Zucchero)
9. Niente di importante – 3:31 (Irene Fornaciari, Emiliano Cecere, Andrea Bonomo, Lapo Consortini)
10. Il mondo leggero – 3:24 (Eddy Mattei, Elisabetta Pietrelli, Manuele Ciampini)
11. Palla di vetro – 3:34 (Ron, John Stephens, Hillary Lindsay, Luke Laird, Mark Bright)

Traccia bonus
1. X dirtelo – 3:22 (Mario Cianchi, Claudio Guidetti, Irene Fornaciari, Zucchero Fornaciari)

## Classifiche
| Classifica (2012) | Posizione massima |
| ----------------- | ----------------- |
| Italia            | 90                |